# Xenophrys pachyproctus
Xenophrys pachyproctus é uma espécie de anfíbio da família Megophryidae.
Pode ser encontrada nos seguintes países: China, e possivelmente Índia e Vietname.
Os seus habitats naturais são: regiões subtropicais ou tropicais húmidas de alta altitude e rios.